# 淑徳大学

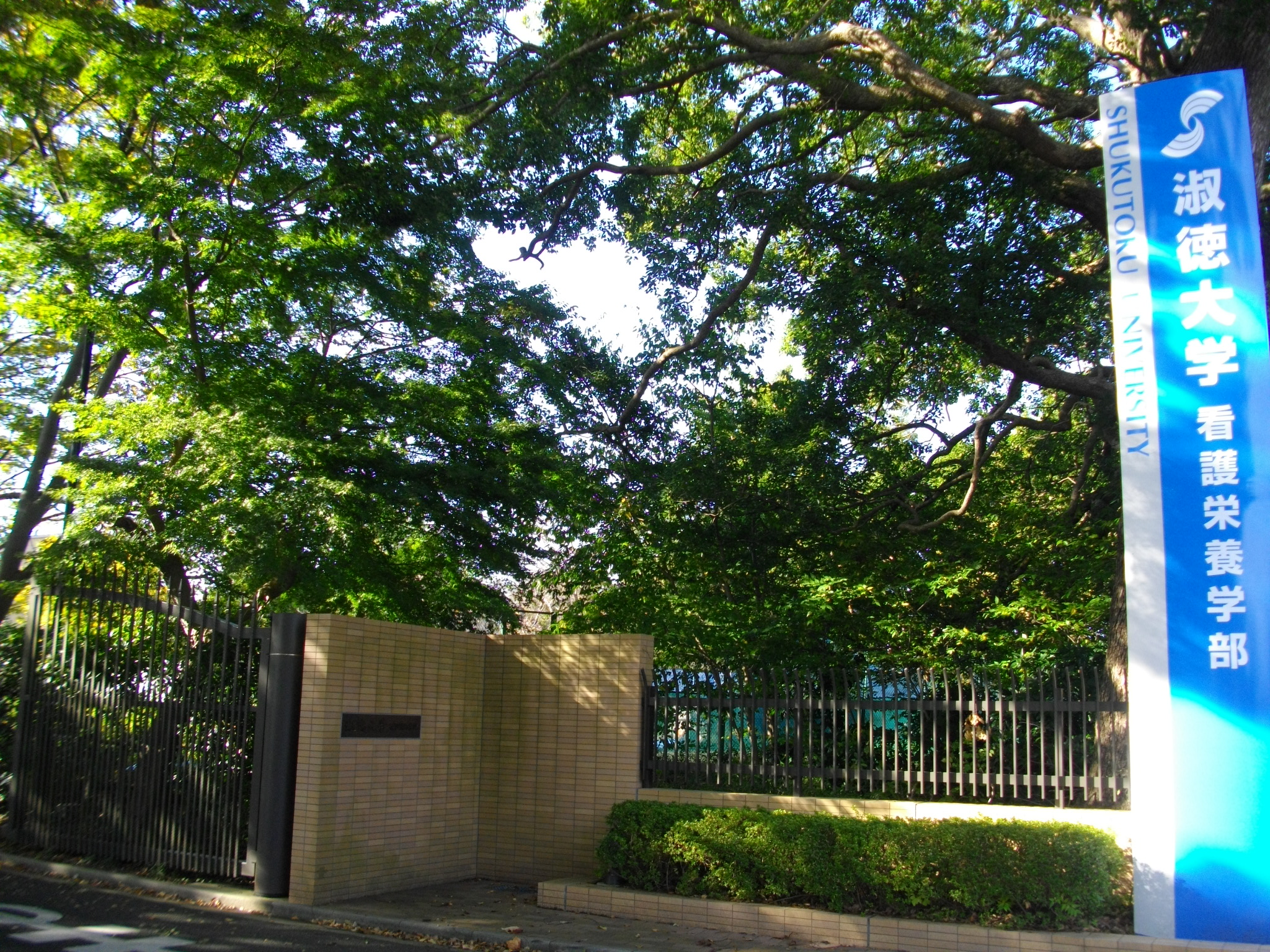
千葉第2キャンパス

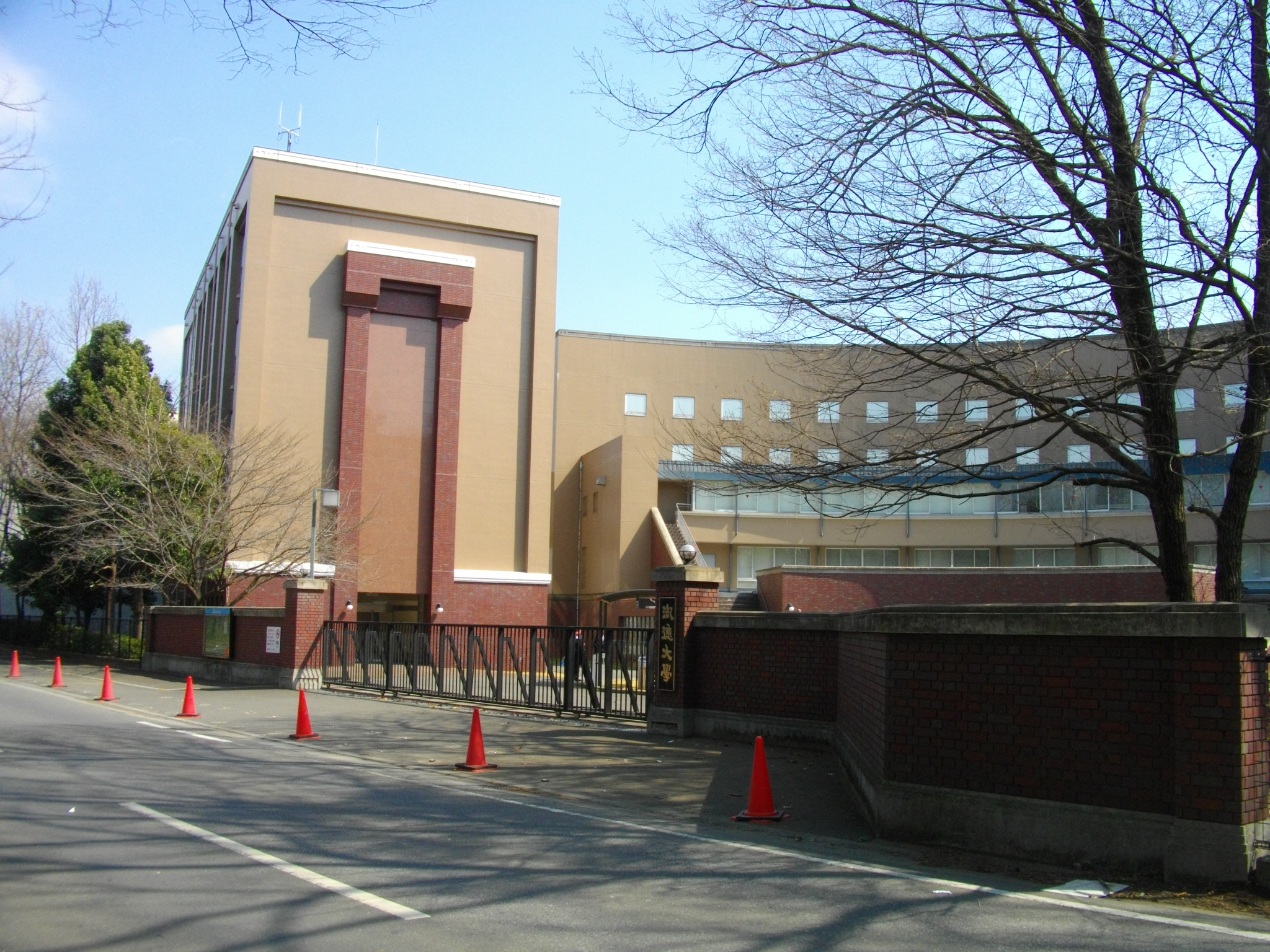
埼玉キャンパス

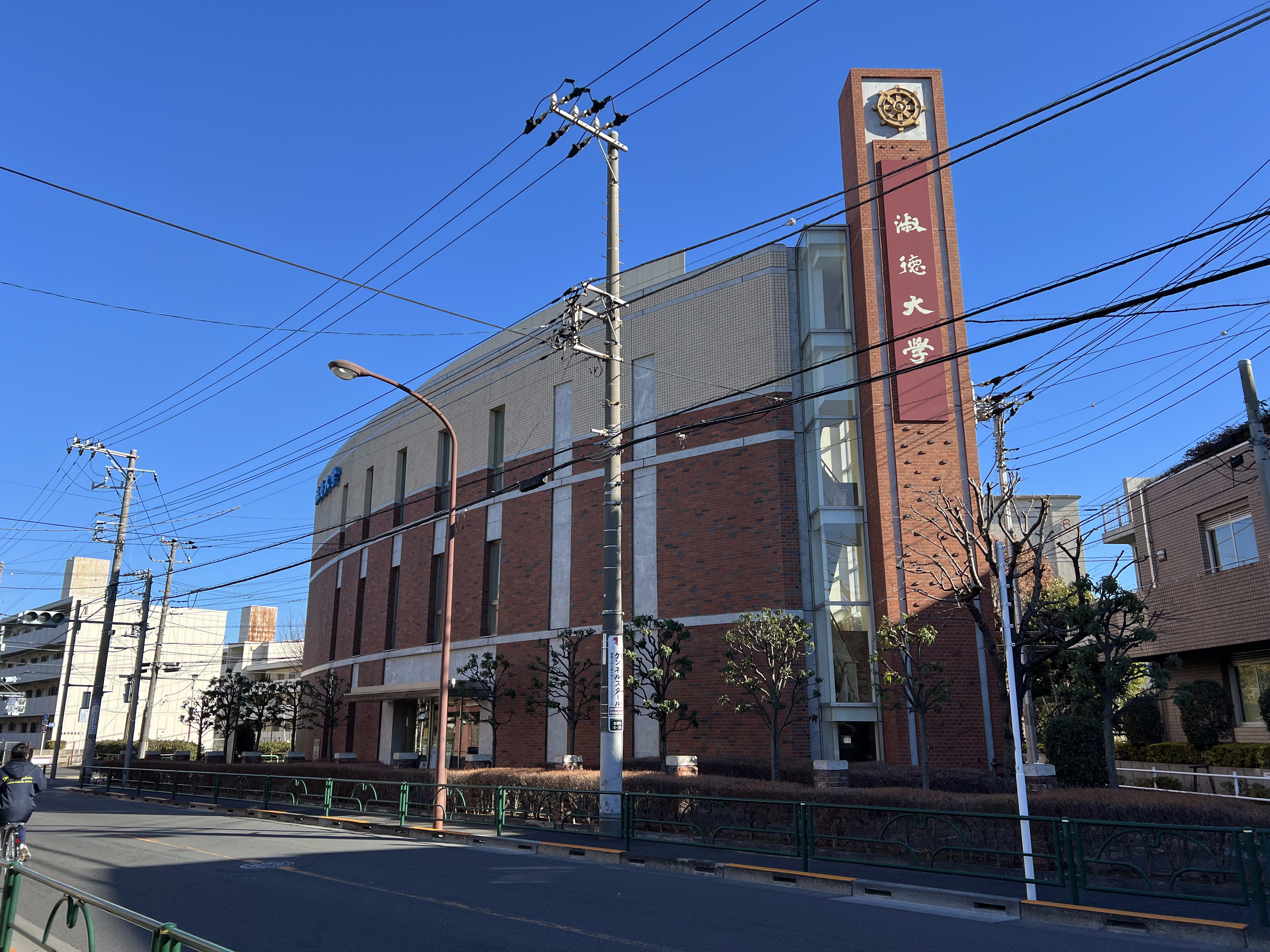
東京キャンパス

淑徳大学（しゅくとくだいがく、英語: Shukutoku University）は、千葉県千葉市中央区大巌寺町200に本部を置く日本の私立大学。1965年創立、1965年大学設置。大学の略称は淑徳大。

## 概観

### 大学全体
創立者は長谷川良信。学校法人大乗淑徳学園が経営。現在のキャッチフレーズは、「あなたと向き合い、支え合う」。
創立者の長谷川良信は浄土宗龍澤山大巌寺住職であったことから、千葉キャンパスは同寺の敷地である。

### 開学の目的
- 社会福祉の実践を通じて「ひとりひとりの自立と社会の連帯」の実現に貢献しうる人材の育成。

### 建学の精神
- 大乗仏教の精神に基づき、「"together with him" の実践を通じての理想社会の建設と真実な人間の育成」を目的とする「共生」の思想。

### 公式キャラクター
本学の公式キャラクターとして「SHUKUTOKUMA（しゅくとくま）」がいる。"共に生き、共に生かし合う"共生（ともいき）のこころを伝えるのが目的であり、オープンキャンパスをはじめ、学内行事で活躍中。

### その他
放送大学（千葉市美浜区）と単位互換協定で、取得単位は本学卒業要件単位として認定可能。

## 沿革
- 1965年（昭和40年）
  - 千葉キャンパス（千葉市）に社会福祉学部社会福祉学科（入学定員100名）設置認可。
  - 開学。創立者の長谷川良信が学長就任[2]。付属施設「淑徳大学児童相談所」開設。
- 1966年（昭和41年）
  - 4月1日 - 教育職員免許状授与課程（高二・中一）、保母養成課程、4月1日開設。
  - 創立者・長谷川良信遷化。
- 1967年（昭和42年） - 教育職員免許状授与課程（養護一）設置承認、4月1日開設。
- 1969年（昭和44年） - 付属施設の児童相談所に「精神薄弱幼児治療教室」開設。
- 1971年（昭和46年）
  - 4月1日 - 教育職員免許状授与課程（聴講生の課程）開設。
  - 付属施設の児童相談所を付属研究施設「淑徳大学カウンセリング・センター」に改称。
- 1974年（昭和49年） - 6号館竣工。
- 1976年（昭和51年）
  - 社会福祉学科の入学定員100名を150名に変更（1975年12月3日受理）。
  - 5号館竣工。
- 1977年（昭和52年） - カウンセリング・センターを「淑徳大学社会福祉研究所」に改組。
- 1980年（昭和55年） - 社会福祉学科の入学定員150名を300名に変更認可、4月1日から変更。
- 1984年（昭和59年） - 更科総合グラウンド竣工。
- 1985年（昭和60年）
  - 2号館（記念館）竣工。
  - 3号館（研究等）竣工。
  - 社会福祉学科の期限付（1986年度 - 1999年度）入学定員100名認可。
- 1986年（昭和61年） - 開学20周年記念式典挙行。
- 1989年（平成元年）
  - 大学院社会福祉学研究科（社会福祉学専攻修士課程入学定員10名）設置認可。
  - 大学院社会福祉学研究科の教育職員免許状授与課程（高一・社会）設置承認。
  - 大学院社会福祉学研究科開学。
- 1991年（平成3年） - 社会福祉学部社会学科の設置認可。社会学科設置に伴い学部名称を社会学部に変更。
- 1992年（平成4年）
  - 4号館（図書館）・7号館（講義棟）竣工。
  - 社会学科開設、入学定員150名（内1992年度 - 1999年度期間付入学定員50名）[3]。
- 1993年（平成5年）
  - 4月1日 - 社会学科の教育職員免許状授与課程（高一・公民、中一・社会）開設。
  - 社会学科に社会教育主事資格課程、図書館司書資格課程を開設。
- 1994年（平成6年） - 千葉キャンパスに10号館（大学院・学生ホール棟）竣工。
- 1995年（平成7年）
  - 4月1日 - 大学院社会福祉学研究科社会福祉学専攻博士後期課程（3名）開設。
- 1995年 - 国際コミュニケーション学部経営環境学科（入学定員200名・3年次編入学定員10名）、文化コミュニケーション学科（150名・期間〈1996年度 - 1999年度〉付入学定員150名・3年次編入10名）設置認可、1996年4月1日みずほ台キャンパス（現：埼玉キャンパス）[注釈 1]に開設。
- 1996年（平成8年）4月1日 - 大学院社会福祉学研究科社会学専攻修士課程（入学定員10名）開設。
- 1997年（平成9年） - 大学院社会福祉学研究科社会学専攻博士後期課程（入学定員3名）設置承認、社会学部社会福祉学科の3年次編入学定員90名認可、翌年4月1日開設。
- 1998年（平成10年）
  - 社会学専攻博士後期課程の設置に伴い研究科名称を社会学研究科に変更。
  - 文化コミュニケーション学科の期間（1996年度 - 1998年度）付入学定員150名の延長認可。
- 1999年（平成11年）
  - 社会学科3年次編入学定員（30名）、経営環境学科及び文化コミュニケーション学科の3年次編入学定員増（各20名）認可。
  - 社会学科、社会福祉学科及び文化コミュニケーション学科の毎年度一割ずつ削減する期間付入学定員の延長（2000年度 - 2004年度まで）認可。
- 2000年（平成12年）
  - 千葉キャンパスに11号館（学生厚生棟）竣工。
  - 4月1日 - 国際コミュニケーション学部に教育職員免許状授与課程、社会学部心理学科（入学定員150名）設置承認、開設。大学院国際経営文化研究科国際経営専攻修士課程（8名）、国際文化専攻修士課程（8名）をみずほ台キャンパスに開設。
- 2001年（平成13年） - 千葉キャンパスに12号館（教室・研究室棟）竣工。
- 2002年（平成14年） - 社会学部心理学科の教育職員免許状授与課程（高一・公民）設置承認。
- 2003年（平成15年）
  - 4月1日 - 国際コミュニケーション学部経営環境学科を人間環境学科および経営コミュニケーション学科へ改組認可、大学院社会学研究科心理学専攻修士課程（入学定員15名）、開設。
  - 社会学部心理学科の教育職員免許状授与課程（中一・社会）設置承認。
  - 千葉キャンパスに13号館（心理臨床センター）竣工。
  - 社会学部社会学科（恒常的入学定員125名）、国際コミュニケーション学部文化コミュニケーション学科（恒常的定員225名）認可。
- 2004年（平成16年） - 淑徳大学エクステンションセンターが、公開講座施設として池袋駅東口前に「池袋サテライト・キャンパス」開設。
- 2005年（平成17年）
  - 社会学部を総合福祉学部に、社会学研究科を総合福祉研究科に名称変更。国際コミュニケーション学部にコース制導入。
  - 千葉キャンパスに14号館（体育系部室棟）竣工。
- 2006年（平成18年） - 心理学科を実践心理学科へ、社会学科を人間社会学科へ名称変更。
- 2007年（平成19年）
  - 4月1日 - 看護学部看護学科（入学定員100名）を千葉第2キャンパスに開設。
  - 総合福祉学部実践心理学科を臨床・対人心理専攻及びこども心理専攻に専攻分離し、こども心理専攻に幼稚園教諭免許課程（幼一）設置認可。
  - 総合福祉学部社会福祉学科の保育士課程定員を70名から100名に変更認可。
  - 総合福祉学部社会福祉学科の特別支援学校教諭免許課程（特支一）設置認可。
  - 国際コミュニケーション学部人間環境学科を人間環境専攻及びこども教育専攻に専攻分離し、こども教育専攻に小学校教諭免許課程（小一）設置認可。
- 2009年（平成21年）
  - 通信教育部（国際コミュニケーション学部人間環境学科）設置。
  - コミュニティ政策学部コミュニティ政策学科届出受理、2010年度から人間社会学科を募集停止。
- 2010年（平成22年）
  - 千葉キャンパスに15号館（本部・講義棟）竣工。
  - コミュニティ政策学部コミュニティ政策学科を千葉市中央区大巌寺町（千葉キャンパス）に設置。
- 2011年（平成23年）
  - 総合福祉学部教育福祉学科を開設。
- 2012年（平成24年）
  - 国際コミュニケーション学部経営コミュニケーション学科を経営学部へ改組し、経営学科および観光経営学科開設。看護学部を看護栄養学部へ名称変更し、栄養学科[注釈 2]を開設[1]。
- 2013年（平成25年） - 国際コミュニケーション学部人間環境学科を教育学部へ改組し、通信教育部の学生募集停止[広報 2]。
- 2014年（平成26年） - 東京キャンパスに人文学部を設置し、国際コミュニケーション学部文化コミュニケーション学科及び大学院国際経営・文化研究科の学生募集停止[広報 3][広報 4]。
- 2015年（平成27年） - 創立50周年[広報 5]、学祖長谷川良信50回忌[広報 6]、埼玉キャンパス学部開設20周年[広報 7]。
- 2016年（平成28年） - 千葉第2キャンパスに大学院看護学研究科看護学専攻（修士課程）を開設。
- 2017年（平成29年） - 池袋サテライト・キャンパスを3月31日廃止[広報 8][広報 9]。
- 2023年（令和5年） 
  - 埼玉キャンパスに地域創生学部地域創生学科、東京キャンパスに人文学部人間科学科開設[広報 10]、経営学部を東京キャンパスへ移転[広報 11]。
  - 東京キャンパスに留学生別科を設置[広報 12][広報 13]。

## 学部

### 千葉キャンパス
- 総合福祉学部
  - 社会福祉学科
  - 教育福祉学科
    - 学校教育コース
    - 健康教育コース

  - 実践心理学科
- コミュニティ政策学部
  - コミュニティ政策学科

### 千葉第2キャンパス
- 看護栄養学部
  - 看護学科
  - 栄養学科

### 埼玉キャンパス
- 教育学部
  - こども教育学科
    - 初等教育コース
    - 幼児教育コース
- 地域創生学部
  - 地域創生学科

### 東京キャンパス
- 人文学部
  - 歴史学科
    - 歴史資源コース
    - 歴史教育コース
    - 歴史探究コース

  - 表現学科
    - 文芸表現コース
    - 編集表現コース
    - 放送表現コース

  - 人間科学科
- 経営学部
  - 経営学科
  - 観光経営学科

### 過去の設置学科
- 総合福祉学部人間社会学科 - コミュニティ政策学部へ改組
- 国際コミュニケーション学部　
  - 経営コミュニケーション学科 - 経営学部へ改組
  - 人間環境学科 - 教育学部へ改組
  - 文化コミュニケーション学科 - 東京キャンパス・人文学部へ改組

## 大学院

### 千葉キャンパス
- 総合福祉研究科
  - 社会福祉学専攻（博士前期課程・博士後期課程）
  - 心理学専攻（修士課程）

### 千葉第2キャンパス
- 看護学研究科
  - 看護学専攻（修士課程）

### 過去の設置研究科
埼玉・みずほ台キャンパス（当時）に設置されていた（2014年3月募集停止）。
- 国際経営・文化研究科
  - 国際経営専攻（修士課程）
  - 国際文化専攻（修士課程）

## 別科

### 東京キャンパス
- 留学生別科 - 淑徳日本語学校[広報 14]を継承[広報 15]。

## 附属・関連機関

### 附属機関
- 淑水記念館
  - 長谷川仏教文化研究所
  - 淑徳大学アーカイブズ
- 千葉キャンパス附属
  - 社会福祉研究所
    - 発達臨床研究センター
    - 総合福祉研究室
    - 共同研究推進室

  - 心理臨床センター（大学院総合福祉研究科）
  - 教育研究支援センター
  - 高等教育研究開発センター
- 埼玉キャンパス附属
  - 書学文化センター

### 関連機関
- ブラジル研修センター
- 淑徳共生苑（社会福祉法人淑徳福祉会） - 特別養護老人ホーム

## 所在地
- 千葉キャンパス（〒260-8701 千葉県千葉市中央区大巌寺町200）
  - 蘇我駅東口からスクールバス約8分。徒歩約18分。
  - 大森台駅から徒歩18分。
  - 千葉駅東口バスターミナル5番から小湊バス「淑徳大学・大巌寺」行きにて終点下車。
- 千葉第2キャンパス（〒260-0801 千葉県千葉市中央区仁戸名町673[注釈 3]）
  - 千葉駅東口バスターミナル2番から、京成バス千葉イースト（旧：千葉中央バス）「誉田駅」「鎌取駅」行きにて「千葉社会保険病院前」下車
  - 大森台駅から徒歩28分。
  - 千葉キャンパスと千葉第2キャンパスの間で無料シャトルバスを運行。
- 埼玉キャンパス（〒354-8510 埼玉県入間郡三芳町藤久保1150-1）
  - みずほ台駅西口、東所沢駅からスクールバス
- 東京キャンパス（〒260-0801 東京都板橋区前野町2-29-3）
  - ときわ台駅北口、赤羽駅西口から国際興業赤53「前野小学校」下車すぐ

## 不祥事
2017年3月に国際コミュニケーション学部を廃止した際、希望退職募集に応じなかった教授3人を解雇した。元教授3人は翌月に雇用継続などを求め、提訴した。2020年3月11日に最高裁第二小法廷は、運営法人の学校法人大乗淑徳学園が中央労働委員会の不当労働行為救済命令（2018年10月4日付）の取消を求めた行政訴訟で、法人の上告受理申立を不受理と決定した。国際コミュニケーション学部の改組転換を理由とした教授三名の解雇を全員撤回し、一名は2020年4月から職場復帰させる和解が、1月21日に成立した。